# Béville-le-Comte
Béville-le-Comte é uma comuna francesa na região administrativa do Centro, no departamento Eure-et-Loir. Estende-se por uma área de 20,17 km². Em 2010 a comuna tinha 1 696 habitantes (densidade: 84,1 hab./km²).